# Темников
Те́мников (ерз. Темникав, ерз. Чополт, рос. Темников) — місто, центр Темниковського району Мордовії, Росія. Адміністративний центр та єдиний населений пункт Темниковського міського поселення.

## Розташування
Місто знаходиться на правому березі річки Мокша за 71 км на північ від залізничної станції Торбєєво та за 158 км на північний захід від Саранська.
В околицях Темникова, в межиріччі Мокші і її правої притоки Сатіс, знаходиться Мордовський заповідник (заснований 1935 року). На північному заході від Темникова знаходиться Санаксарський монастир — архітектурна пам'ятка XVIII століття.

## Історія
Коли і за яких обставин виникло місто Темников загальноприйнятої думки в історичній літературі не існує. Поширеною версією є припущення, що засноване місто на початку татарського панування одним з татарських темників (десятитисячників) — для спостереження за населенням даного району при зборі данини.
Темников є найстарішим містом Мордовії, у складі Касимовського ханства відоме з 1536 року як сторожова фортеця Московії в мордовських лісах. Вперше Темников згадується у 1380-их роках в роздільній грамоті Дмитра Донського і Олега Рязановського. До 1536 року він розташовувався неподалік від села Старий Город. На сучасне місце перенесений в березні 1536 року, коли розгорнулося будівництво на новому місці, де місто розташоване зараз.
За час свого існування Темников був у складі різних повітів і губерній. Спочатку він перебував у Замокшанському стані Мещерського краю. Коли ж Петро I 1708 року провів адміністративну реформу, Темников був зарахований до Казанської губернії. 1719 року у складі великої Азовської губернії були організовані дві провінції, Тамбов і Шацьк стали центрами цих провінцій. До останньої був приєднаний Темников.
Темников початку 18 століття — невелике повітове місто. Кустарні майстерні, чавуноливарний завод, паперова і фаянсові фабрики — ось що становило його промисловість. Був у місті один кооперативний магазин, лікарня на 30 ліжок, повітове і парафіяльне училища. І лише церкви, а їх було дев'ять, височіли над містом. Місто, що відноситься до міст допетрівською епохи, забудовувалося хаотично, тому характеризується радіальною структурою міського плану.
Через 56 років, у 1775 році, було створено Тамбовське намісництво. Одним з повітів цього намісництва став Темниковський. У 1856 році в повітовому місті Темников Тамбовської губернії налічувалося 5 церков, 813 будинків, 38 крамниць. У Тамбовському намісництві, а потім губернії, Темниковський повіт пробув майже 150 років, до 1923 року, коли за новим районуванням був зарахований до Пензенської губернії.
Зі створенням у травні 1928 року Середньо-Волзької області в неї були включені і повіти Пензенської губернії. Темниковський повіт став районом. У липні 1928 року ВЦВК у складі Середньо-Волзького краю утворив Мордовський округ. Темниковський район був зарахований до складу цього округу, перетвореного в 1930 році в автономну область, а потім у 1934 році в Мордовську Автономну Радянську Соціалістичну Республіку. Після розвалу СРСР місто Темников і Темниковський район входять до складу Республіки Мордовія.

## Населення
Населення — 7243 особи (2010; 8375 у 2002).

## Архітектура
Об'єкти культурної спадщини на території міського поселення представлені пам'ятками історії, містобудування та архітектури. На сьогоднішній день налічується близько 16 пам'яток історії та 6 пам'яток містобудування та архітектури.

## Музеї, галереї, виставкові зали
- Будинок-музей композитора Л. І. Воїнова
- Темниковський історико-краєзнавчий музей ім. Ф. Ф. Ушакова